# Yonaguni (Okinawa)
Yonaguni (jap. 与那国町 Yonaguni-chō) – miasto w Japonii, w prefekturze Okinawa, na wyspie o tej samej nazwie. Według danych na rok 2020 miejscowość zamieszkiwało 1 676 mieszkańców , a gęstość zaludnienia wyniosła 58 os./km².